# 7627 Wakenokiyomaro
7627 Wakenokiyomaro è un asteroide della fascia principale. Scoperto nel 1977, presenta un'orbita caratterizzata da un semiasse maggiore pari a 2,8743231 UA e da un'eccentricità di 0,1112366, inclinata di 3,71936° rispetto all'eclittica.